# Erdmannshöhle
Erdmannshöhle, (également appelé Hasler Höhle) est une grotte touristique située dans la Forêt-Noire, dans le länd du Bade-Wurtemberg en Allemagne, près de la ville de Hasel (district de Fribourg-en-Brisgau).

## Toponymie

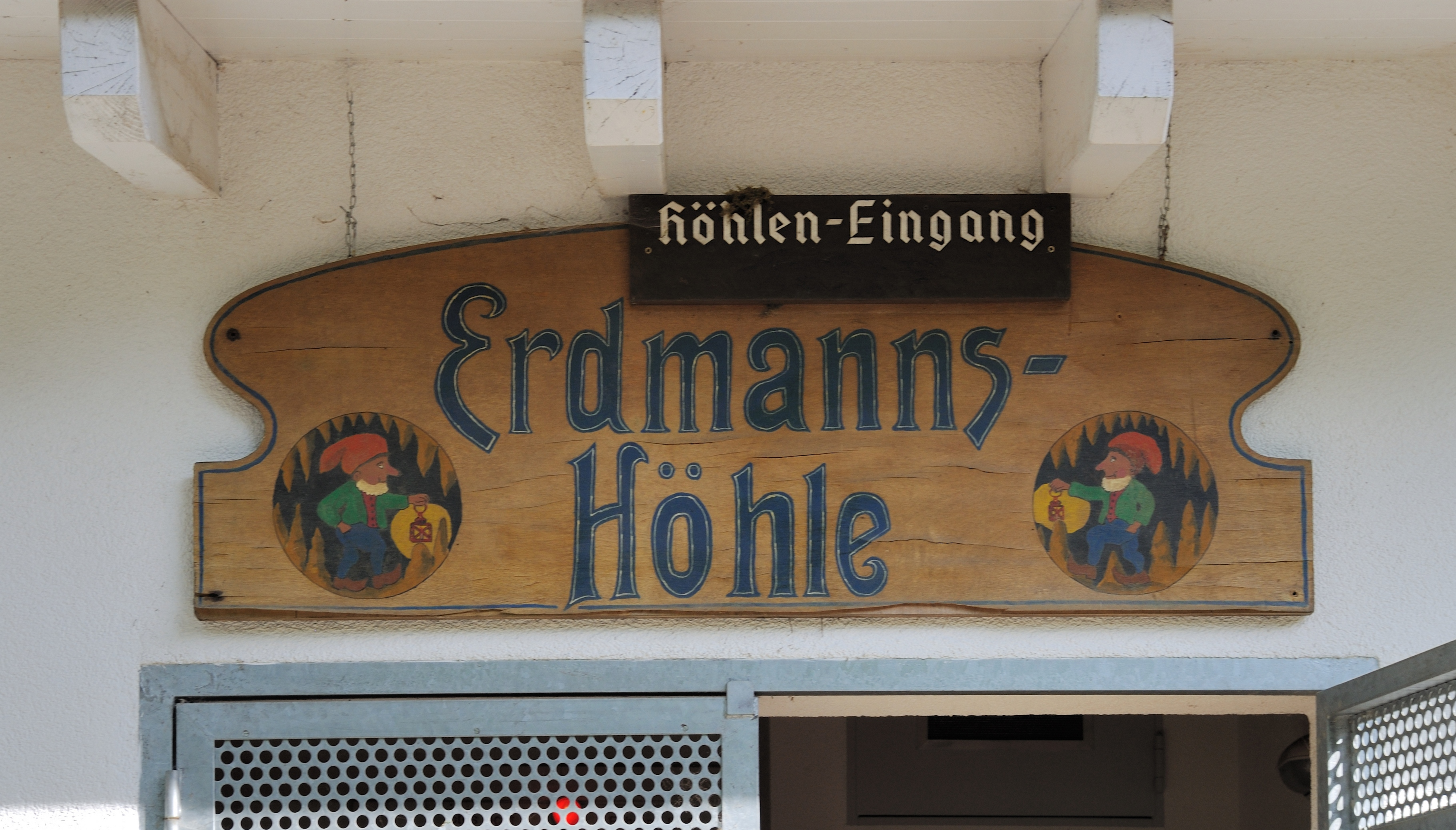
La légende de la grotte et de ses nains.

Erdmannshöhle est un nom composé de trois mots allemands : Erde (terre), Mann (homme) et Höhle (grotte). Erdmann est aussi un nom allemand et un prénom de baptême souvent utilisé pour montrer le lien avec la terre.
Selon la légende locale, des « petits hommes de la terre » ont donné leur nom à la grotte Erdmannshöhle. Ces nains sont décrits comme des travailleurs petits, aimables et utiles. Dans la réalité, ces hommes furent décrits à l'époque baroque comme des prospecteurs venus de la république de Venise à la recherche de matières premières pour la fabrication de la verrerie. 

## Description

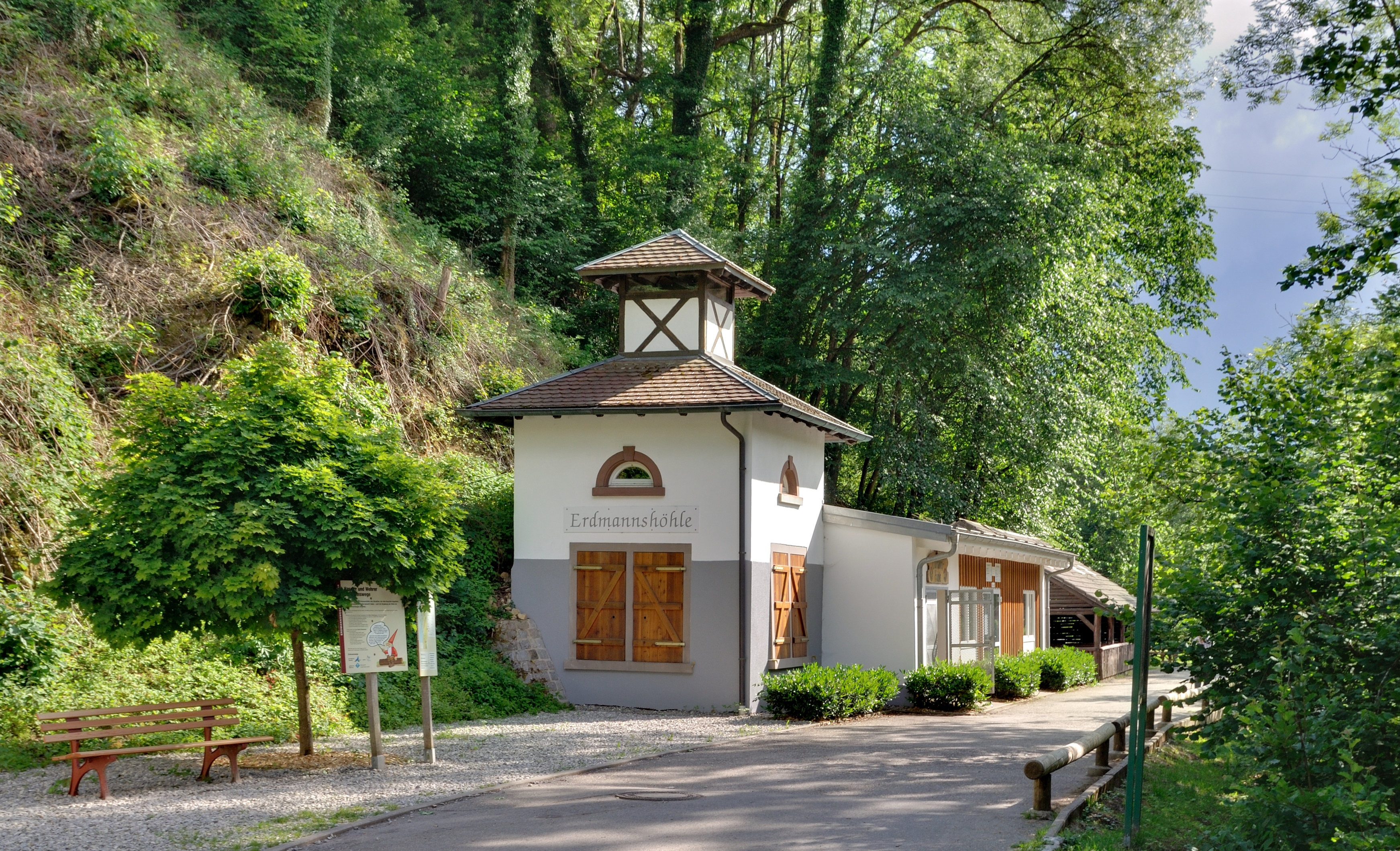
Entrée de la grotte d'Erdmannshöhle.

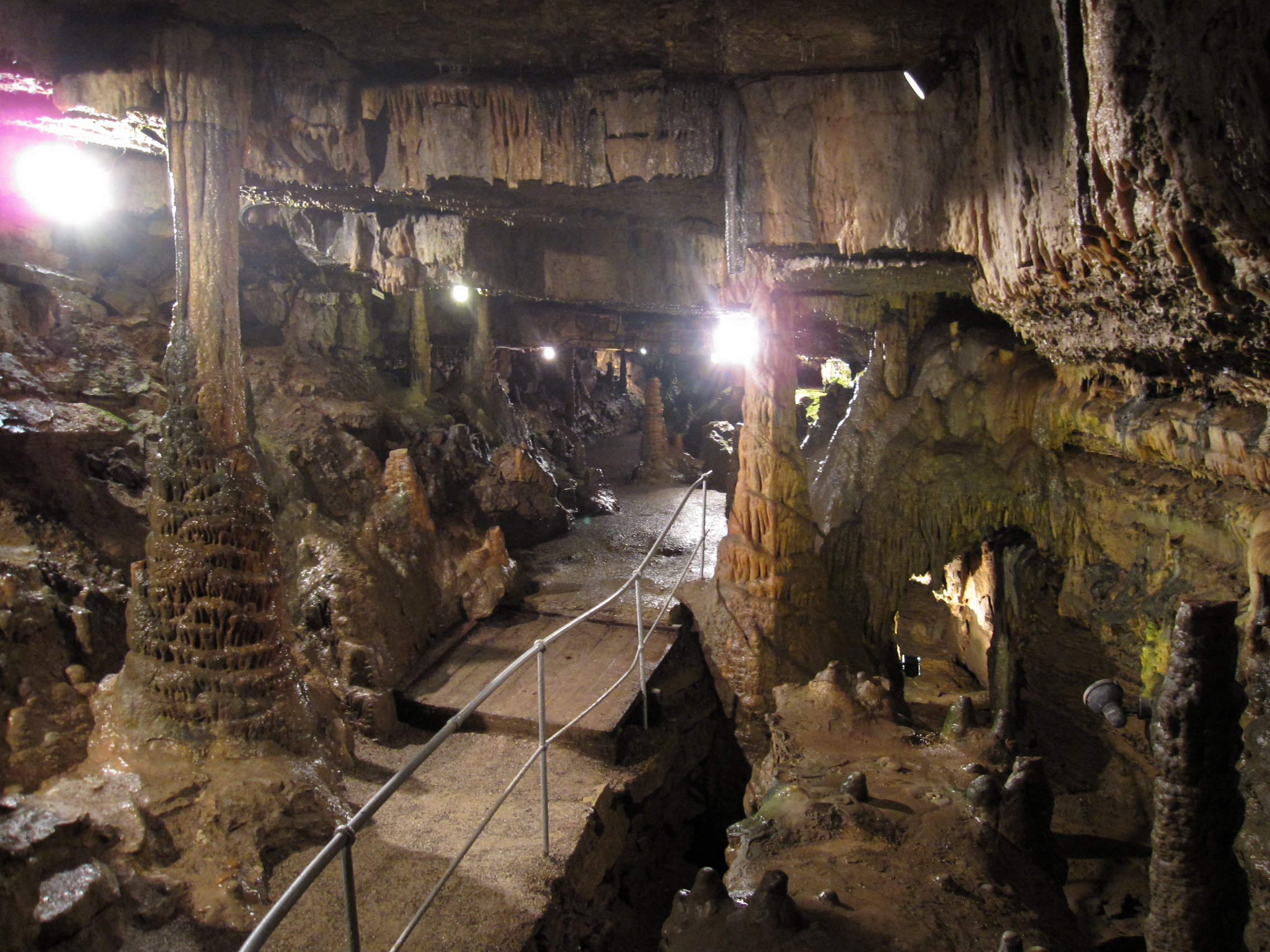
Intérieur de la grotte d'Erdmannshöhle.

Erdmannshöhle est une des plus anciennes grottes à spéléothèmes d'Allemagne. La longueur totale mesurée de la grotte est 2 185 mètres. La partie de la cavité ouverte au public n'est que de 360 mètres de long. Selon le livre des Guinness des Records, la grotte d'Erdmannshöhle est la plus grande grotte de stalactites, avec une hauteur de plus de 4 m, et plus de 2 m au fond de la galerie. Son âge est estimé à environ 135 000 ans, mais une datation au radiocarbone, a donné une estimation de plus d'un million d'années.
La première mention écrite d'une description de la grotte (Erdmännleins Grub) est datée au milieu des années 1750.
La grotte fut aménagée dès la fin du XIXe siècle. Elle fut électrifiée en 1899.